# 日泰攻守同盟条約
日泰攻守同盟条約（にったいこうしゅどうめいじょうやく）（昭和16年12月29日条約第20号）は、太平洋戦争中に大日本帝国とタイ王国の間に結ばれた同盟に関する条約である。

## 歴史

### 背景
大日本帝国と同じく独立を保ってきたタイは、同じアジア人として日本の政策にはおおむね好意的で、満洲事変後のリットン調査団の報告によって、国際連盟における満洲国の合否判断の際も投票を棄権し、満洲国も国家として承認してきた。また、元帥プレーク・ピブーンソンクラームによる独裁体制が固められ、フランス領インドシナに日本軍が進駐すると、かつてフランスに奪われた領土を奪還すべく出兵、駐留フランス軍と紛争となった（タイ・フランス領インドシナ紛争）。翌年に日本軍の介入で講和が成立し、これによってタイは旧領土のほとんどを回復できたため、日本への協力姿勢を強めた。

### 締結
1941年（昭和16年）12月8日、太平洋戦争開始と同時に、日本軍はタイ南部へ奇襲上陸した。当時、タイは第二次世界大戦に関して中立を宣言していたが、日本はタイを枢軸側の同盟国とすることと、タイ領を経由してイギリス領マレーに侵攻することを意図していた。日本の計画ではすぐにピブーン政権から進駐同意を得るはずであったが、実際には同意獲得までにはしばらく時間がかかってしまった。交渉の間に、少年兵による義勇軍を含むタイ軍及び警察と日本軍との間で戦闘となり、双方で数百人が死傷した。
日本とタイの停戦後、坪上貞二初代駐タイ特命全権大使とプレーク・ピブーンソンクラーム首相の間で日泰攻守同盟条約が調印され、締結されることとなった。条約では、アジアにおける新秩序建設、相互の独立主権の尊重・相互の敵国または、第三国との交戦の場合の相互同盟国としての義務を果たすことなどが明記された。1941年12月21日に公布され、タイ政府は日本の戦争へ積極的な協力姿勢を内外に示した。
この間、日本軍の計画を予想していたイギリス軍も、開戦直後にタイ領南部へ侵攻しタイ警察と交戦していたが、日本軍の到着で敗退した。さらに条約締結を知ったイギリス及びアメリカ軍が、翌1942年（昭和17年）1月8日からタイ国内の都市攻撃を始めたため、タイ政府は1月25日に英米に対して宣戦布告した。6月、広田弘毅元首相や、矢田部保吉特命全権大使、水野伊太郎特命全権公使、朝海浩一郎書記官、東光武三書記官、岡本清福陸軍少将、三島通陽子爵らが、日泰攻守同盟条約慶祝答礼使節団としてタイを訪問する。

### 破棄
条約は1945年（昭和20年）9月2日、日本及び連合国の降伏文書調印に伴うタイの敗戦により破棄された。ピブーンは失脚し、タイ新政府は攻守同盟条約を「日本の軍事力を背景に無理やり調印させられた」ものとして、その違法性を連合国に訴え、1946年から1947年にかけて、回復した旧領土をフランスに返還した。その結果、タイ国民は連合国による裁きを免れた。日本に対しては、1951年の日本国との平和条約において戦争強制の賠償を要求、日本は高額な賠償金を支払うことを約束して国交を回復したが、戦費として日本がタイから借りた20億バーツ（当時10億ドル以上）は、日本の悲惨な状態に同情した使節団によって2500万ドルまでに引き下げられた。また、ピブーンは逮捕、投獄されたがすぐに釈放され、後に首相に返り咲いた。